# Rapisma corundum
Rapisma corundum är en insektsart som beskrevs av P. Barnard 1981. Rapisma corundum ingår i släktet Rapisma och familjen Rapismatidae. Inga underarter finns listade i Catalogue of Life.